# Korisliiga
La Korisliiga es la máxima competición profesional de baloncesto de Finlandia. Fue creada en el año 1939, y en la actualidad la disputan 10 equipos. El actual formato de competición enfrenta a cada equipo cuatro veces durante la temporada, dos como local y otras dos como visitante, para un total de 36 partidos. Los ocho primeros equipos en la temporada regular se clasifican para los playoffs.
La temporada regular da comienzo en el mes de octubre y finaliza en abril.

## Equipos 2024–2025
El Bisons Loimaa descendió la temporada anterior, y su puesto fue ocupado por el Tapiolan Honka, campeón de la Divisioona IA.
| Equipo            | Ciudad       | Pabellón                   |
| ----------------- | ------------ | -------------------------- |
| Helsinki Seagulls | Helsinki     | Töölö Sports Hall          |
| Kataja            | Joensuu      | LähiTapiola Areena         |
| Karhu             | Kauhajoki    | Kauhajoen Yhteiskoulu      |
| Kobrat            | Lapua        | Lapuan Urheilutalo         |
| Korihait          | Uusikaupunki | Pohitullin Sports Hall     |
| Kouvot            | Kouvola      | Mansikka-Ahon Urheiluhalli |
| KTP               | Kotka        | Steveco-Areena             |
| Lahti             | Lahti        | Energia Areena             |
| Nokia             | Nokia        | Nokian Palloiluhalli       |
| Pyrintö           | Tampere      | Pyynikin Palloiluhalli     |
| Salon Vilpas      | Salo         | Salohalli                  |
| Tapiolan Honka    | Espoo        | Tapiolan Urheiluhalli      |

## Palmarés
| - 1938-39 Ylioppilaskoripalloilijat - 1939-40 Eiran Kisa-Veikot - 1940-41 Kadettikoulu - 1943-44 Kiri-Veikot - 1944-45 Kiri-Veikot - 1945-46 Helsingin NMKY - 1946-47 Helsingin NMKY - 1947-48 Kiri-Veikot - 1948-49 HOK-Veikot - 1949-50 HOK-Veikot - 1950-51 HOK-Veikot - 1951-52 HOK-Veikot - 1952-53 Pantterit - 1953-54 Pantterit - 1954-55 Pantterit - 1955-56 Pantterit - 1956-57 Pantterit - 1957-58 Kotkan TP - 1958-59 Pantterit - 1959-60 Torpan Pojat - 1960-61 Helsingin Kisa-Toverit | - 1961-62 Helsingin Kisa-Toverit - 1962-63 Helsingin Kisa-Toverit - 1963-64 Helsingin Kisa-Toverit - 1964-65 Helsingin Kisa-Toverit - 1965-66 Torpan Pojat - 1966-67 Kotkan TP - 1967-68 Tapion Honka - 1968-69 Tapion Honka - 1969-70 Tapion Honka - 1970-71 Tapion Honka - 1971-72 Tapion Honka - 1972-73 Turun NMKY - 1973-74 Playboys - 1974-75 Turun NMKY - 1975-76 Playboys - 1976-77 Turun NMKY - 1977-78 Torpan Pojat - 1978-79 Playhonka - 1979-80 Pantterit - 1980-81 Torpan Pojat | - 1981-82 Turun NMKY - 1982-83 Torpan Pojat - 1983-84 Helsingin NMKY - 1984-85 Helsingin NMKY - 1985-86 Torpan Pojat - 1986-87 Helsingin NMKY - 1987-88 Kotkan TP - 1988-89 Helsingin NMKY - 1989-90 Uudenkaupungin Urheilijat - 1990-91 Kotkan TP - 1991-92 Helsingin NMKY - 1992-93 Kotkan TP - 1993-94 Kotkan TP - 1994-95 Kouvot - 1995-96 Torpan Pojat - 1996-97 Torpan Pojat - 1997-98 Torpan Pojat - 1998-99 Kouvot - 1999-00 Namika Lahti - 2000-01 Espoon Honka - 2001-02 Espoon Honka - 2002-03 Espoon Honka - 2003-04 Kouvot | - 2004-05 Lappeenrannan NMKY - 2005-06 Lappeenrannan NMKY - 2006-07 Espoon Honka - 2007-08 Espoon Honka - 2008-09 Namika Lahti - 2009-10 Tampereen Pyrintö - 2010-11 Tampereen Pyrintö - 2011-12 Nilan Bisons - 2012-13 Nilan Bisons - 2013-14 Tampereen Pyrintö - 2014-15 Joensuun Kataja - 2015-16 Kouvot Kouvola - 2016-17 Kataja - 2017-18 Kauhajoki Karhu - 2018-19 Kauhajoki Karhu - 2019-20 No se terminó debido a la pandemia COVID-19 - 2020-21 Salon Vilpas - 2021-22 Kauhajoki Karhu - 2022-23 Helsinki Seagulls - 2023-24 BC Nokia - 2024-25 Helsinki Seagulls |

## Finales
| Temporada | Campeón                                   | Subcampeón                                | Resultado                                 | Tercer Puesto                             |
| --------- | ----------------------------------------- | ----------------------------------------- | ----------------------------------------- | ----------------------------------------- |
| 1980–81   | Torpan Pojat                              | Tampereen Pyrintö                         | 3–0                                       | Hyvinkään Tahko                           |
| 1981–82   | Turun NMKY                                | Pantterit                                 | 3–2                                       | KTP Basket Kotka                          |
| 1982–83   | Torpan Pojat                              | Pantterit                                 | 3–2                                       | Turun NMKY                                |
| 1983–84   | Helsingin NMKY                            | Tapiolan Honka                            | 3–0                                       | KTP Basket Kotka                          |
| 1984–85   | Helsingin NMKY                            | KTP Basket Kotka                          | 3–1                                       | UU-Korihait Uusikaupunki                  |
| 1985–86   | Torpan Pojat                              | KTP Basket Kotka                          | 3–1                                       | Helsingin NMKY                            |
| 1986–87   | Helsingin NMKY                            | KTP Basket Kotka                          | 3–0                                       | UU-Korihait Uusikaupunki                  |
| 1987–88   | KTP Basket Kotka                          | Helsingin NMKY                            | 3–2                                       | Torpan Pojat                              |
| 1988–89   | Helsingin NMKY                            | HoNsU                                     | 3–2                                       | Pantterit                                 |
| 1989–90   | UU-Korihait Uusikaupunki                  | KTP Basket Kotka                          | 3–1                                       | Helsingin NMKY                            |
| 1990–91   | KTP Basket Kotka                          | HoNsU                                     | 3–2                                       | Torpan Pojat                              |
| 1991–92   | Helsingin NMKY                            | Pantterit                                 | 4–2                                       | UU-Korihait Uusikaupunki                  |
| 1992–93   | KTP Basket Kotka                          | Torpan Pojat                              | 3–0                                       | HoNsU                                     |
| 1993–94   | KTP Basket Kotka                          | Torpan Pojat                              | 3–2                                       | Forssan Koripojat                         |
| 1994–95   | Kouvot Kouvola                            | UU-Korihait Uusikaupunki                  | 3–1                                       | Torpan Pojat                              |
| 1995–96   | Torpan Pojat                              | Namika Lahti                              |                                           | Espoon Honka                              |
| 1996–97   | Torpan Pojat                              | Kouvot Kouvola                            |                                           | Espoon Honka                              |
| 1997–98   | Torpan Pojat                              | Kouvot Kouvola                            |                                           | Espoon Honka                              |
| 1998–99   | Kouvot Kouvola                            | Espoon Honka                              | 3–1                                       | Turun NMKY                                |
| 1999–00   | Namika Lahti                              | Torpan Pojat                              | 3–2                                       | Espoon Honka                              |
| 2000–01   | Espoon Honka                              | Tampereen Pyrintö                         | 3–0                                       | Namika Lahti                              |
| 2001–02   | Espoon Honka                              | Namika Lahti                              | 3–2                                       | Joensuun Kataja                           |
| 2002–03   | Espoon Honka                              | Joensuun Kataja                           | 3–1                                       | Pussihukat                                |
| 2003–04   | Kouvot Kouvola                            | Namika Lahti                              | 3–1                                       | KTP Basket Kotka                          |
| 2004–05   | Lappeenranta NMKY                         | Pussihukat                                | 3–2                                       | Joensuun Kataja                           |
| 2005–06   | Lappeenranta NMKY                         | Joensuun Kataja                           | 3–2                                       | Espoon Honka                              |
| 2006–07   | Espoon Honka                              | Namika Lahti                              | 3–0                                       | Joensuun Kataja                           |
| 2007–08   | Espoon Honka                              | Kouvot Kouvola                            | 3–1                                       | Lappeenranta NMKY                         |
| 2008–09   | Namika Lahti                              | Joensuun Kataja                           | 3–0                                       | Tampereen Pyrintö                         |
| 2009–10   | Tampereen Pyrintö                         | Torpan Pojat                              | 3–2                                       | Kouvot Kouvola                            |
| 2010–11   | Tampereen Pyrintö                         | Joensuun Kataja                           | 3–2                                       | KTP Basket Kotka                          |
| 2011–12   | Bisons Loimaa                             | Joensuun Kataja                           | 3–1                                       | Torpan Pojat                              |
| 2012–13   | Bisons Loimaa                             | KTP Basket Kotka                          | 3–2                                       | Joensuun Kataja                           |
| 2013–14   | Tampereen Pyrintö                         | Joensuun Kataja                           | 3–1                                       | Bisons Loimaa                             |
| 2014–15   | Joensuun Kataja                           | Bisons Loimaa                             | 3–2                                       | KTP Basket Kotka                          |
| 2015–16   | Kouvot                                    | Tampereen Pyrintö                         | 4–1                                       | BC Nokia                                  |
| 2016–17   | Kataja                                    | Salon Vilpas                              | 4–2                                       | Helsinki Seagulls                         |
| 2017–18   | Kauhajoki Karhu                           | Salon Vilpas                              | 4–2                                       | Helsinki Seagulls                         |
| 2018–19   | Kauhajoki Karhu                           | Kouvot                                    | 4–1                                       | KTP                                       |
| 2019-20   | Sin campeón debido a la pandemia COVID-19 | Sin campeón debido a la pandemia COVID-19 | Sin campeón debido a la pandemia COVID-19 | Sin campeón debido a la pandemia COVID-19 |
| 2020-21   | Salon Vilpas                              | Kauhajoki Karhu                           | 4-2                                       | Helsinki Seagulls                         |
| 2021-22   | Kauhajoki Karhu                           | Salon Vilpas                              | 4-1                                       | Helsinki Seagulls                         |
| 2022-23   | Helsinki Seagulls                         | Kauhajoki Karhu                           | 4-2                                       | Joensuun Kataja                           |
| 2023-24   | BC Nokia                                  | Helsinki Seagulls                         | 4-3                                       | Kauhajoen Karhu                           |
| 2024-25   | Helsinki Seagulls                         | Kauhajoen Karhu                           | 4-3                                       | Salon Vilpas                              |

## Historial
| Club                      | Títulos | Ciudad       | Año                                                                                |
| ------------------------- | ------- | ------------ | ---------------------------------------------------------------------------------- |
| Pantterit                 | 14      | Helsinki     | 1944, 1945, 1948, 1949, 1950, 1951, 1952, 1953, 1954, 1955, 1956, 1957, 1959, 1980 |
| Espoon Honka              | 13      | Espoo        | 1968, 1969, 1970, 1971, 1972, 1974, 1976, 1979, 2001, 2002, 2003, 2007, 2008       |
| ToPo                      | 9       | Helsinki     | 1960, 1966, 1978, 1981, 1983, 1986, 1996, 1997, 1998                               |
| Helsingin NMKY            | 7       | Helsinki     | 1946, 1947, 1984, 1985,1987, 1989, 1992                                            |
| KTP Basket Kotka          | 6       | Kotka        | 1958, 1967, 1988, 1991, 1993, 1994                                                 |
| Helsingin Kisa-Toverit    | 5       | Helsinki     | 1961, 1962, 1963, 1964, 1965                                                       |
| Turun                     | 4       | Turku        | 1973, 1975, 1977, 1982                                                             |
| Kouvot Kouvola            | 4       | Kouvola      | 1995, 1999, 2004, 2016                                                             |
| Kauhajoki Karhu           | 3       | Kauhajoki    | 2018, 2019, 2022                                                                   |
| Tampereen Pyrinto         | 3       | Tampere      | 2010, 2011, 2014                                                                   |
| Joensuun Kataja           | 2       | Joensuu      | 2015, 2017                                                                         |
| Namika Lahti              | 2       | Lahti        | 2000, 2009                                                                         |
| Lappeenranta NMKY         | 2       | Lappeenranta | 2005, 2006                                                                         |
| Helsinki Seagulls         | 2       | Helsinki     | 2023, 2025                                                                         |
| BC Nokia                  | 1       | Nokia        | 2024                                                                               |
| Salon Vilpas              | 1       | Salo         | 2021                                                                               |
| Joensuun Kataja           | 1       | Kataja       | 2015                                                                               |
| UU-Korihait Uusikaupunki  | 1       | Uusikaupunki | 1990                                                                               |
| Kadettikoulu              | 1       | Helsinki     | 1941                                                                               |
| Eiran Kisa-Veikot         | 1       | Helsinki     | 1940                                                                               |
| Ylioppilaskoripalloilijat | 1       | Helsinki     | 1939                                                                               |

## Récords
| Categoría   | Jugador         | Total  |
| ----------- | --------------- | ------ |
| Partidos    | Jarkko Tuomala  | 623    |
| Puntos      | Gerald Lee Sr.  | 12,552 |
| Rebotes     | Jonathan Moore  | 4,414  |
| Asistencias | Petri Virtanen  | 1,653  |
| Robos       | Gerald Lee Sr.  | 1,145  |
| Tapones     | Sami Lehtoranta | 551    |

## MVP del Año

### Extranjeros
| Temporada | Jugador        | Nacionalidad                                    | Equipo                   |
| --------- | -------------- | ----------------------------------------------- | ------------------------ |
| 1996–97   | Kurk Lee       | Estados Unidos                                  | Torpan Pojat             |
| 1997–98   | James Gatewood | Estados Unidos                                  | Torpan Pojat             |
| 1998–99   | Faisal Abraham | Bandera de Islas Vírgenes de los Estados Unidos | Salon Vilpas Vikings     |
| 1999–00   | Marcus Grant   | Estados Unidos                                  | Namika Lahti             |
| 2000–01   | Damon Williams | Estados Unidos                                  | Pyrbasket                |
| 2001–02   | Lonnie Cooper  | Estados Unidos                                  | Espoon Honka             |
| 2002–03   | Marcus Grant   | Estados Unidos                                  | Espoon Honka             |
| 2003–04   | Marcus Grant   | Estados Unidos                                  | Kouvot Kouvola           |
| 2004–05   | Tim Kisner     | Estados Unidos                                  | Salon Vilpas Vikings     |
| 2005–06   | Boakai Lalugba | Bandera de Liberia                              | UU-Korihait Uusikaupunki |
| 2006–07   | Jerald Fields  | Estados Unidos                                  | KTP Basket Kotka         |
| 2007–08   | Corey Smith    | Estados Unidos                                  | Kouvot Kouvola           |
| 2008–09   | Ray Nixon      | Estados Unidos                                  | Namika Lahti             |
| 2009–10   | A.J. Moye      | Estados Unidos                                  | Kouvot Kouvola           |
| 2010–11   | Damon Williams | Estados Unidos                                  | Tampereen Pyrinto        |
| 2011–12   | Tim Blue       | Estados Unidos                                  | KTP Basket Kotka         |
| 2012–13   | Martin Zeno    | Estados Unidos                                  | Nilan Bisons Loimaa      |
| 2013–14   | Kyle Fogg      | Estados Unidos                                  | Lapuan Korikobrat        |

### Finlandeses
| Temporada | Jugador                | Nacionalidad | Equipo                    |
| --------- | ---------------------- | ------------ | ------------------------- |
| 1986–87   | Mikael Salmi           | Finlandia    | Helsingin NMKY            |
| 1987–88   | Sakari Pehkonen        | Finlandia    | Helsingin NMKY            |
| 1988–89   | Pekka Markkanen        | Finlandia    | Urheilijat                |
| 1989–90   | Petteri Nieminen       | Finlandia    | Uudenkaupungin Urheilijat |
| 1990–91   | Larry Pounds           | Finlandia    | KTP Basket Kotka          |
| 1991–92   | Petri Niiranen         | Finlandia    | Helsingin NMKY            |
| 1992–93   | Kari-Pekka Klinga      | Finlandia    | Torpan Pojat              |
| 1993–94   | Petri Niiranen         | Finlandia    | Helsingin NMKY            |
| 1994–95   | Kari-Pekka Klinga      | Finlandia    | Torpan Pojat              |
| 1995–96   | Markku Larkio          | Finlandia    | New Wave                  |
| 1996–97   | Mika-Matti Tahvanainen | Finlandia    | Lahden NMKY               |
| 1997–98   | Pasi Riihelä           | Finlandia    | Kouvot Kouvola            |
| 1998–99   | Teemu Rannikko         | Finlandia    | Piiloset                  |
| 1999–00   | Teemu Rannikko         | Finlandia    | Piiloset                  |
| 2000–01   | Roope Mäkelä           | Finlandia    | Espoon Honka              |
| 2001–02   | Jukka Toijala          | Finlandia    | Joensuun Kataja           |
| 2002–03   | Petri Virtanen         | Finlandia    | BC Jyväskylä              |
| 2003–04   | Pasi Riihelä           | Finlandia    | Lappeenranta NMKY         |
| 2004–05   | Pasi Riihelä           | Finlandia    | Lappeenranta NMKY         |
| 2005–06   | Petri Virtanen         | Finlandia    | Joensuun Kataja           |
| 2006–07   | Sami Lehtoranta        | Finlandia    | Joensuun Kataja           |
| 2007–08   | Petteri Koponen        | Finlandia    | Espoon Honka              |
| 2008–09   | Antti Nikkilä          | Finlandia    | Tampereen Pyrinto         |
| 2009–10   | Tuukka Kotti           | Finlandia    | Espoon Honka              |
| 2010–11   | Ville Kaunisto         | Finlandia    | Kouvot Kouvola            |
| 2011–12   | Sami Lehtoranta        | Finlandia    | Joensuun Kataja           |
| 2012–13   | Samuel Haanpää         | Finlandia    | Lapuan Korikobrat         |
| 2013–14   | Antero Lehto           | Finlandia    | Tampereen Pyrinto         |

## MVP Finales
| Temporada | Nacionalidad                                   | Jugador           | Posición  | Equipo            |
| --------- | ---------------------------------------------- | ----------------- | --------- | ----------------- |
| 1999–00   | Bandera de Finlandia                           | Juha Luhtanen     | Base      | Namika Lahti      |
| 2000–01   | Bandera de Estados Unidos                      | Lonnie Cooper     | Base      | Espoon Honka      |
| 2001–02   | Bandera de Finlandia                           | Markus Hemdahl    | Ala-Pívot | Espoon Honka      |
| 2002–03   | Bandera de Finlandia                           | Heikki Zitting    | Alero     | Espoon Honka      |
| 2003–04   | Bandera de Finlandia                           | Anssi Kinnaslampi | Base      | Kouvot Kouvola    |
| 2004–05   | Bandera de Estados Unidos                      | Matthew Williams  | Ala-Pívot | Lappeenranta NMKY |
| 2005–06   | Bandera de Dinamarca · Bandera de Israel       | Chanan Colman     | Escolta   | Lappeenranta NMKY |
| 2006–07   | Bandera de Finlandia                           | Jukka Matinen     | Ala-Pívot | Espoon Honka      |
| 2007–08   | Bandera de Estados Unidos · Bandera de Jamaica | Akeem Scott       | Base      | Espoon Honka      |
| 2008–09   | Bandera de Finlandia                           | Vesa Mäkäläinen   | Alero     | Namika Lahti      |
| 2009–10   | Bandera de Estados Unidos                      | Damon Williams    | Ala-Pívot | Tampereen Pyrintö |
| 2010–11   | Bandera de Estados Unidos                      | Damon Williams    | Ala-Pívot | Tampereen Pyrintö |
| 2011–12   | Bandera de Estados Unidos                      | Jeb Ivey          | Escolta   | Bisons Loimaa     |
| 2012–13   | Bandera de Estados Unidos                      | Jeb Ivey          | Escolta   | Bisons Loimaa     |
| 2013–14   | Bandera de Estados Unidos                      | Damon Williams    | Ala-Pívot | Tampereen Pyrintö |

## Jugador Defensivo del Año
| Temporada | Nacionalidad                                    | Jugador            | Equipo               |
| --------- | ----------------------------------------------- | ------------------ | -------------------- |
| 1993–94   | Bandera de Finlandia                            | Aleksi Wuorenjuuri | Torpan Pojat         |
| 1994–95   | Bandera de Finlandia                            | Greg Joyner        | Torpan Pojat         |
| 1995–96   | Bandera de Finlandia                            | Greg Joyner        | Torpan Pojat         |
| 1996–97   | Bandera de Finlandia                            | Greg Joyner        | Torpan Pojat         |
| 1997–98   | Bandera de Finlandia                            | Kari Hautala       | Torpan Pojat         |
| 1998–99   | Bandera de Islas Vírgenes de los Estados Unidos | Faisal Abraham     | Salon Vilpas Vikings |
| 1999–00   | Bandera de Finlandia                            | Greg Joyner        | Torpan Pojat         |
| 2000–01   | Bandera de Finlandia                            | Tero Minetti       | Pyrbasket            |
| 2001–02   | Bandera de Finlandia                            | Anssi Kinnaslampi  | KTP Basket Kotka     |
| 2002–03   | Bandera de Finlandia                            | Anssi Kinnaslampi  | Espoon Honka         |
| 2003–04   | Bandera de Finlandia                            | Tom Gustafsson     | Namika Lahti         |
| 2004–05   | Bandera de Finlandia                            | Juha Sten          | Aura Basket          |
| 2005–06   | Bandera de Finlandia                            | Timo Heinonen      | Pussihukat           |
| 2006–07   | Bandera de Finlandia                            | Ilkka Vuori        | Namika Lahti         |
| 2007–08   | Bandera de Finlandia                            | Juha Sten          | Lappeenranta NMKY    |
| 2008–09   | Bandera de Finlandia                            | Vesa Mäkäläinen    | Namika Lahti         |
| 2009–10   | Bandera de Finlandia                            | Timo Heinonen      | Torpan Pojat         |
| 2010–11   | Bandera de Finlandia                            | Vesa Mäkäläinen    | Karhu Kauhajoki      |
| 2011–12   | Bandera de Finlandia                            | Antero Lehto       | Tampereen Pyrinto    |
| 2012–13   | Bandera de Finlandia                            | Henri Hirvikoski   | Karhu Kauhajoki      |
| 2013–14   | Bandera de Finlandia                            | Tuukka Kotti       | Nilan Bisons Loimaa  |